# Plastic Head Distribution
Plastic Head Distribution (PHD) ist ein britischer Distributor, der vor allem im Bereich Metal, Hard Rock und Punk bekannt ist. Er zählt seit mehreren Jahren zu den zehn größten Großhändlern im Vereinigten Königreich.

## Entstehungsgeschichte
Plastic Head Distribution wurde 1990 von Steve Beatty gegründet, der das Label aus seinem damaligen Kinderzimmer heraus startete. Heute hat der Vertrieb mehr als 40 Mitarbeiter und bietet Artikel aus unterschiedlichen Bereichen an. Die Produktpalette umfasst alle Arten von Ton- und Bildträgern von mehr als 170 Labels und Merchandiseprodukte verschiedener Bands aus unterschiedlichen Bereichen, wobei der Schwerpunkt auf Metal und Hard Rock liegt. Neben dem Großhandel etablierte das Label auch einen eigenen Versandhandel, der sich an Privatkunden richtet. Das Label hat seinen Sitz in Wallingford, Oxfordshire.
2010 expandierte das Unternehmen auf den US-amerikanischen Markt und eröffnete ein Büro in Philadelphia zusammen mit Candlelight Records.
Bei den britischen Unterhauswahlen 2024 trat Gründer und Geschäftsführer Beatty als Kandidat der rechtspopulistischen Partei Reform UK an.

## Bands und Künstler (Auswahl)
- Anthrax
- Anti-Flag
- Atreyu
- Bad Religion
- Burzum
- Café del Mar
- Cannibal Corpse
- Dimmu Borgir
- Emperor
- Fall Out Boy
- Flogging Molly
- Green Day
- In Flames
- Jets to Brazil
- Lagwagon
- Mad Caddies
- Mayhem
- Motörhead
- NOFX
- Sick of It All
- Strapping Young Lad
- Twenty One Pilots
- Zyklon
- Wayne Kramer

## Labels (Auswahl)
- ABC Records
- BYO Records
- Candlelight Records
- Captain Oi!
- Iron Age Records
- Koch Media
- Limb Music
- Massacre Records
- Metal Blade
- Nuclear Blast
- Regain Records
- Redfield Records
- Season of Mist
- Soulfood
- Trollzorn Records
- Universal Sweden
- Voices of Wonder
- Xtreem Music
- ZYX Music